# Louise Contat

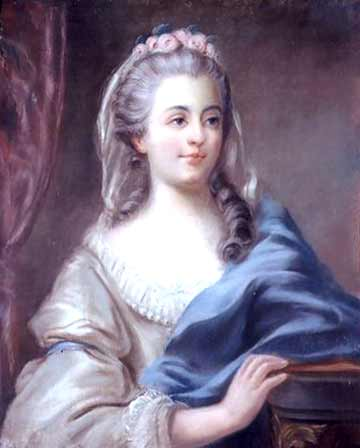
Louise Contat in der Rolle der Suzanne

Louise-Jeanne-Françoise Contat, bekannt als Contat aînée (* 17. Juni 1760 in Paris; † 9. März 1813 ebenda) war eine französische Schauspielerin.
Ihr Vater war einfacher Markthändler und Soldat der Maréchaussée und ihre Schauspielausbildung erhielt sie von Mademoiselle Préville. Ihr Debüt an der Comédie-Française hatte Contat im Alter von 16 Jahren, wobei ihr Jean-François de La Harpe zwar eine hübsche Erscheinung, aber auch eine dünne Stimme und wenig Talent bescheinigte. Ihre ersten Rollen gestalteten sich schwierig und es war ungewiss, ob sie ihre Schauspielkarriere fortsetzen konnte. Jedoch zeigte sich im Laufe der Zeit, dass sie ihre Anfangsschwierigkeiten überwinden konnte, was ihrer Mentorin, Mademoiselle Préville, eine Pension von 500 Livre einbrachte.
In der Folgezeit spielte sie regelmäßig Hauptrollen in verschiedenen Inszenierungen, in denen sie brillierte, was auch von der hereinbrechenden Französischen Revolution nicht beeinträchtigt wurde, bis sie, zusammen mit ihrer Schwester, im Jahr 1793 festgenommen und im Gefängnis Sainte-Pélagie unter Arrest gestellt wurde. Als Mitglied der Comédie wurde ihr vorgeworfen, Anhängerin des Königs zu sein, und sie hatte sich auch öffentlich gegen die Revolution ausgesprochen. Erst 10 Monate später, nach dem Sturz Robespierres, kam sie, mit ihren Kollegen, wieder auf freien Fuß.
Das Théâtre Odéon machte ihr 1798 ein lukratives Angebot, das sie auch annahm. Jedoch brannte das Theater bereits ein Jahr später ab, und viele Ehemalige der Comédie verloren so ihr Engagement. Infolgedessen gründete sich die Comédie unter François-Joseph Talma neu und bei der Wiedereröffnung der Comédie im Jahr 1799 war Contat von Beginn an Teil der Truppe und ihr Erfolg setzte sich fort.
Erste Andeutungen über ihren Bühnenrückzug ließ Contat bereits 1806 verlauten, widersprach aber einige Zeit später in einem Brief an eine Zeitung öffentlich, um sich dann tatsächlich 1809 von der Bühne zurückzuziehen, was mit ihrer Eheschließung mit Forges de Parny, einem ehemaligen Kavallerieoffizier, einherging.
Einige Jahre nach ihrer Pensionierung erkrankte Contat schwer und Jean-Nicolas Corvisart, der Leibarzt Napoleons, kümmerte sich um sie, wagte aber nicht ihr die Schwere ihrer Krankheit zu offenbaren. Erst als sie in seinem Büro auf ihn warten musste, sah sie zufällig einen Brief an einen seiner Kollegen, in dem er sich nach Behandlungsmöglichkeiten für ihre Krebserkrankung erkundigte. In ihren vier letzten Lebensmonaten ließ sie sich nichts anmerken, im Gegenteil wurde von einer ihrer Bekannten, Sophie Gay, eine ungekannte Fröhlichkeit festgestellt. Contat starb mit 53 Jahren und ihre Grabstelle befindet sich auf dem Cimetière du Père-Lachaise.
Contat hatte eine zehn Jahre jüngere Schwester, Émilie Contat, die ebenfalls Schauspielerin war.